# 大眼雙鋸魚
大眼雙鋸魚，為輻鰭魚綱鱸形目隆頭魚亞目雀鯛科的其中一種。

## 分布
本魚分布於東印度洋區，包括安達曼群島、尼科巴群島、泰國、馬來西亞、蘇門答臘及爪哇島等海域。

## 深度
水深2至15公尺。

## 特徵
本魚體側扁，口小。成魚體橘紅色，體後半部約有佔身體一半的黑色斑塊，稚魚則不具黑色斑塊，背鰭硬棘10至11枚；軟條16至18枚；臀鰭硬棘2枚；軟條13至14枚。體長可達14公分。

## 生態
本魚主要生活在珊瑚礁或潟湖，常和海葵共生，因為它的皮膚對海葵的毒液有免疫能力，故躲在海葵中，不啻是得到良好的保護。具領域性，屬雜食性，以藻類和浮游生物為食。

## 經濟利用
多為觀賞魚，不供食用。